# Travelling (album av Roxette)
Travelling: Songs from Studios, Stages, Hotelrooms & Other Strange Places är nionde studioalbumet av Roxette, utgivet 24 mars 2012 på EMI.
Först kallades albumet Tourism 2, eftersom det är en direkt uppföljare till 1992 års album Tourism. Albumet genomgick flera namnändringar före släppet − inklusive 2rism och T2 − och skivbolaget EMI menade att "titlar med siffror är inte bra."

## Låtlista
Alla låtar är skrivna och komponerade av Per Gessle, utom "See Me", komponerad av Marie Fredriksson. 
| Nr  | Titel                                                 | Studio                        | Längd |
| --- | ----------------------------------------------------- | ----------------------------- | ----- |
| 1.  | Me & You & Terry & Julie                              |                               | 3:46  |
| 2.  | Lover, Lover, Lover                                   |                               | 4:00  |
| 3.  | Turn of the Tide                                      | Sun City                      | 4:11  |
| 4.  | Touched by the Hand of God                            |                               | 3:48  |
| 5.  | Easy Way Out                                          |                               | 3:38  |
| 6.  | It's Possible                                         |                               | 2:38  |
| 7.  | Perfect Excuse                                        |                               | 3:41  |
| 8.  | Excuse Me, Sir, Do You Want Me to Check on Your Wife? |                               | 4:15  |
| 9.  | Angel Passing                                         |                               | 2:47  |
| 10. | Stars                                                 | Soundcheck, Dubai             | 3:36  |
| 11. | The Weight of the World (Vocal Up Mix)                |                               | 2:52  |
| 12. | She's Got Nothing On (But the Radio)                  | Live in Rio de Janeiro        | 4:41  |
| 13. | See Me (New Version)                                  |                               | 3:49  |
| 14. | It's Possible (Version Two)                           |                               | 2:45  |
| 15. | It Must Have Been Love                                | Night of the Proms, Rotterdam | 4:18  |

| 16.          | Lover, Lover, Lover (Tits & Ass Demo, August 10, 2011) | 3:00  |
| Total längd: | Total längd:                                           | 57:45 |

| 16. | Me & You & Terry & Julie (Tits & Ass Demo, June 9, 2011) |  |
| 17. | Charm School (Tits & Ass Demo, September 10, 2009)       |  |

## Listplaceringar
| Lista (2012)                | Topplacering |
| --------------------------- | ------------ |
| Sverige (Sverigetopplistan) | 8            |
| Tjeckien (IFPI)             | 8            |
| Ungern (Mahasz)             | 37           |

### Fotnoter
1. ↑  ”Roxette – Travelling”. The Daily Roxette. 31 januari 2012. http://www.dailyroxette.com/2012/roxette-travelling/. Läst 1 februari 2012.
2. ↑  ”Titles with numbers aren't good”. The Daily Roxette. 22 februari 2012. Arkiverad från originalet den 28 februari 2014. https://web.archive.org/web/20140228202853/http://dailyroxette.com/2012/titles-numbers-not-good/. Läst 5 mars 2012.
3. ↑  ”TRAVELLING: 54 minutes, 45 seconds”. RoxetteBlog. 5 mars 2012. http://roxetteblog.com/2012/03/05/travelling-51-minutes-45-seconds/. Läst 5 mars 2012.
4. ↑  ”Travelling (2LP) (Vinyl LP)”. CDON. http://cdon.eu/music/roxette/travelling_%282lp%29-18367686. Läst 12 mars 2012.
5. ↑  ”Arkiverade kopian”. Arkiverad från originalet den 3 januari 2010. https://web.archive.org/web/20100103175906/http://swedishcharts.com/weekchart.asp?cat=a. Läst 21 februari 2012.
6. ↑  ”Czech album charts”. IFPI Czech Republic. Arkiverad från originalet den 13 maj 2013. https://web.archive.org/web/20130513193200/http://www.ifpicr.cz/hitparada/. Läst 28 mars 2012.
7. ↑  ”MAHASZ – Magyar Hanglemezkiadók Szövetsége”. mahasz.hu. http://www.mahasz.hu/?menu=slagerlistak&menu2=archivum&lista=top40&ev=2012&het=12&submit_=Keres%E9s. Läst 28 mars 2012.